# ستره
شهر ستره (به عربی: سترة) در ستره در کشور بحرین واقع شده‌است. 
جمعیت این شهر ۳۷٫۶۵۷ نفر است.